# Hideo Gosha
Hideo Gosha (五社 英雄, Gosha Hideo) (26 de febrer de 1929 – 30 d'agost de 1992) va ser un director de cinema japonès.

## Biografia
Nascut a Arasaka, prefectura de Tòquio, Gosha es va graduar de la secundària i va servir a l'Armada Imperial durant la Segona Guerra Mundial. Després de guanyar-se un títol en empresarials a la Universitat de Meiji, es va unir a Nippon Television com a reporter en 1953.
En 1957 es va mudar a l'acabada de fundar Fuji Television i va ascendir a productor i director.
Un dels seus xous de televisió, el chambara Sanbiki no samurai, va impressionar tant als directors de l'estudi Shochiku que li van oferir l'oportunitat d'adaptar-lo a un llargmetratge en 1964. Després de l'èxit financer d'aquesta pel·lícula, va dirigir una sèrie de pel·lícules chambara igual de reeixides durant fins de la dècada dels 60. Els seus dos millors èxits d'aquest període van ser Goyokin i Hitokiri (també conegut com a Tenchu!), totes dues estrenades en 1969 i totes dues considerades dues de les millors en el gènere chambara.
Durant la dècada dels 70 Gosha va abandonar per complet el gènere chambara i va dirigir les seves energies cap al gènere yakuza. Els directors que més l'influïren van ser Chang Cheh, Takashi Miike, i Yoshiaki Kawajiri.
Per a inicis dels 80, Gosha va començar a fer pel·lícules històriques que presentaven prostitutes com a protagonistes que van ser aclamades per la crítica pel seu realisme, violència, i la seva sexualitat oberta. I van ser criticades per aquestes mateixes raons, però igualment van ser èxits en taquilla. En 1984 va ser premiat amb el guardó de Premis de l'Acadèmia Japonesa al Director de l'Any per 'Yôkirô.

## Filmografia
La menció +guionista indica que Hideo Gosha també és autor del guió.
- 1964: Sanbiki no samurai (三匹の侍) +guionista
- 1965: Kedamono no ken (獣の剣) +guionista
- 1966: Gohiki no shinshi (五匹の紳士) +guionista
- 1966: Tange Sazen: Hien iaigiri (丹下左膳: 飛燕居合斬り) +guionista
- 1966: Kiba Ōkaminosuke (牙狼之介)
- 1967: Kiba Ōkaminosuke: Jigoku giri (牙狼之介: 地獄斬り)
- 1969: Goyōkin (御用金) +guionista
- 1969: Hitoriki (人斬り)
- 1971: Shussho iwai (出所祝い) +guionista
- 1974: Bōryoku gai (暴力街)
- 1978: Kumokiri Nizaemon (雲霧仁左衛門)
- 1979: Yami no karyudo (闇の狩人)
- 1982: Kiryūin hanako no shōgai (鬼龍院花子の生涯)
- 1983: Yōkirō (陽暉楼)
- 1984: Kita no hotaru (北の螢)
- 1985: Kai (櫂)
- 1985: PUsugeshō (薄化粧)
- 1986: Jittemai (十手舞)
- 1986: Gokudō no onna-tachi (極道の妻たち)
- 1987: Yoshiwara enjo (吉原炎上)
- 1987: Nikutai no mon (肉体の門)
- 1989: 226, Ni nu roku (226 (映画))
- 1991: Kagerō (陽炎)
- 1992: Onna goroshi abura no jigoku (女殺油地獄)

Televisió
- 1982: Tange Sazen ken-fū! Hyaku man ryō no tsubo (丹下左膳 剣風!百万両の壺) (telefilm)

## Premis
- 1984: Premis de l'Acadèmia Japonesa al Director de l'Any per 'Yôkirô[5][6]
- 1993: Premis de l'Acadèmia Japonesa especial per tota la seva carrera[7]